# Questão Christie
A Questão Christie foi uma crise diplomática oriunda de uma série de acontecimentos conflituosos na área das relações internacionais, entre os governos do Império do Brasil e do Império Britânico, que ocorreu entre 1862 e 1865.
Esta questão diplomática foi fruto de um conjunto de incidentes envolvendo ambas as nações, culminando, pela atuação do embaixador britânico creditado no Brasil, William Dougal Christie, no rompimento das relações diplomáticas por iniciativa do Brasil em 1863 e assim sendo restabelecidas pacificamente entre ambos impérios apenas em 1865.

## Antecedentes

### Bill Aberdeen
A aplicação da Bill Aberdeen para a supressão do comércio de escravos (Slave Trade Suppression Act) de 8 de agosto de 1845, e a aprovação da Lei Eusébio de Queirós (4 de setembro de 1850) destinada a frear o tráfico de escravos para o Brasil, tiveram como resultado na prática uma intensificação do comércio e o crescimento do sentimento antibritânico no Brasil. Embora o líder conservador Eusébio de Queirós houvesse defendido diante dos legisladores a necessidade de tomar por si mesmos a decisão de por fim ao tráfico e preservar assim a imagem de nação soberana, não se ocultava para a opinião pública o papel da Grã-Bretanha.
Apesar de que com o tratado as tensões entre ambos países haviam diminuído a raiz do término (ou melhor, redução) do tráfico negreiro, a percepção do acordo como uma humilhação nacional influiria nos futuros acontecimentos.

### O naufrágio doPrince of Wales
Em 2 de abril de 1861 o mercante britânico Prince of Wales zarpou de Glasgow, Escócia, com destino para a cidade de Buenos Aires, Argentina, com carregamento de carbono, cerâmica, tecidos, azeite e vinho.
Entre os dias 5 e 8 de junho de 1861 o navio encalhou na costa da então província do Rio Grande do Sul, em uma região desértica de perigosas praias para a altura do Farol de Albardão, a 87 quilômetros da barra do Arroio Chuí.
Na tarde de 12 de junho o Juiz de Paz do distrito de Albardão, Bento Venâncio Soares comunicou ao cônsul britânico em Rio Grande, Henry Prendergast Vereker, que se haviam encontrado vários corpos na costa, vítimas de um naufrágio.
Suspeitando de que se trataria de um navio britânico, Vereker iniciou averiguações e em 14 de junho pôde identificar o barco por um papel encontrado em uma das vítimas, pelo que na manhã de 16 de junho se fez presente na cena do naufrágio, onde se encontravam já 10 homens armados da subdelegação de polícia da próxima Tahim encarregada por Faustino José da Silveira, cunhado de Bento Soares. Lá se conseguiu comprovar que muitos dos barris haviam sido recentemente forçados e esvaziados do seu conteúdo. O subdelegado Delfino Francisco Golçalves informou-lhe que se haviam encontrado e sepultado dez corpos, oito homens, uma mulher e uma menina, podendo identificar apenas o comandante do navio, John McKinnon.
Em 20 de junho escreveu para o Juiz de Paz do Rio Grande, Antônio Estevão de Bittencourt e Silva e para Joaquim Antão Fernandes Leão, presidente da província, reclamando pela "culpável negligência das autoridades locais" e manifestando suas suspeitas de que os náufragos haviam sido assassinados pelos saqueadores.

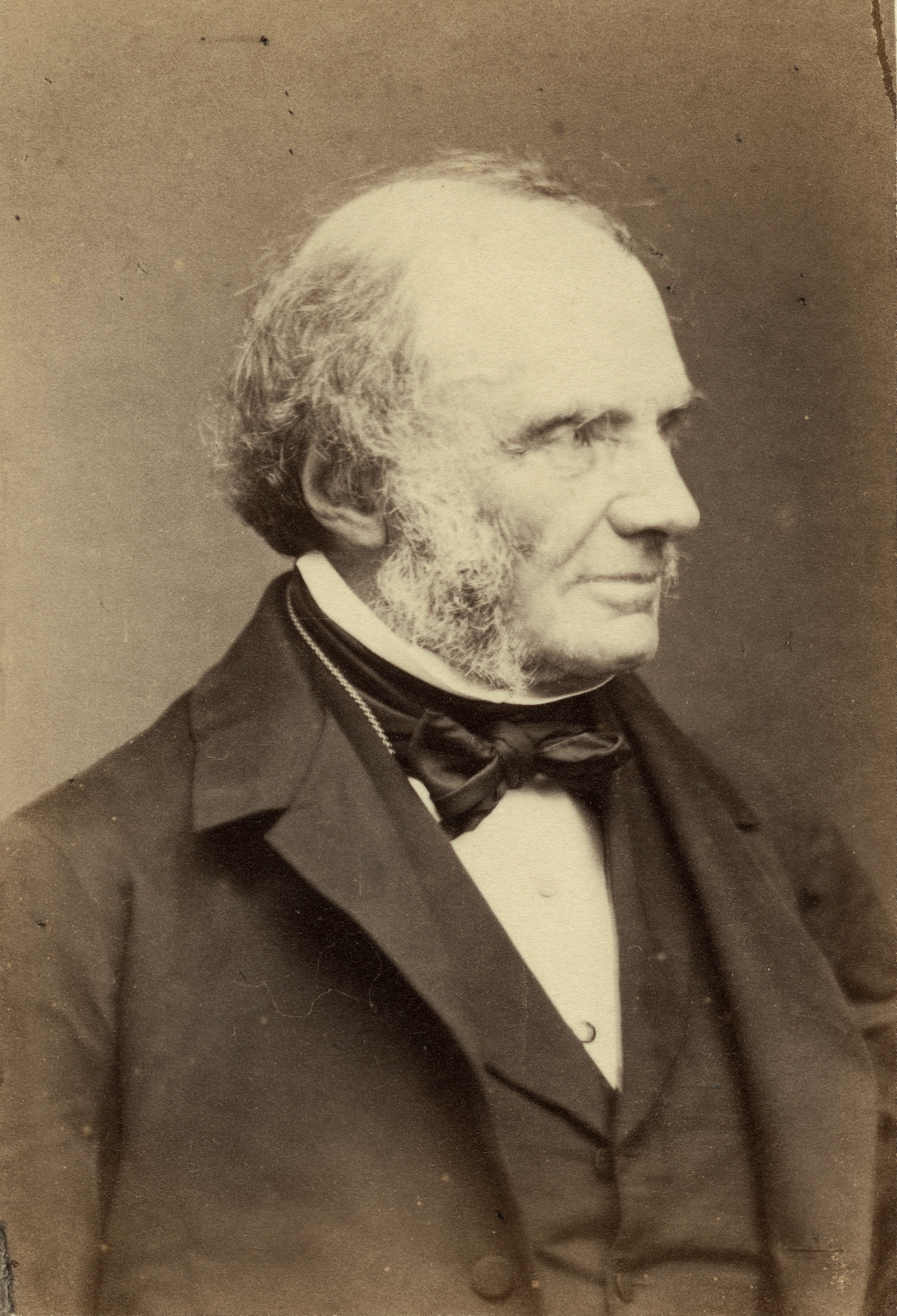
Lord John Russell, 1° Conde Russell

Os despachos de Vereker ao Secretário de Assuntos Exteriores Earl Russell logo tiveram resposta. Em 5 de setembro o governo britânico respondia ao cônsul no Rio Grande que "É evidente que a partir de seus despachos que tem havido negligência grave, se não má conduta por parte das autoridades locais do Brasil, e que inclusive há razões para suspeitar que o saque da carga, e dos efeitos dos passageiros, e inclusive o do assassinato de alguns dos sobreviventes do naufrágio, têm sido o resultado de que a negligência." Seguidamente, comunicava-se que o encarregado de negócios no Rio de Janeiro receberia instruções de pressionar as autoridades imperiais.
Lord Russell dispôs também que o secretário da legação do Rio, Evan P. M. Baillie transmitisse suas ordens para a Estação Naval do Atlântico Sul comandada pelo contra-almirante Richard Laird Warren, para que se colocasse a disposição de Vereker a força naval necessária para acompanhar suas gestões.
Em meados de setembro as investigações haviam conseguido deter apenas um dos participantes no saque, um indígena chamado Mariano Pinto e apontar a outro, Manuel Maria Rodrigues, que havia fugido para o Uruguai. O delegado local da polícia e o juiz municipal Antônio Ferreira Garcês e o subdelegado de Tahim manifestavam carecer de recursos e de toda a colaboração com os vizinhos que se negavam a comparecer como testemunhas. Afirmavam carecer por completo de provas e inclusive consideravam o "desafortunado índio Mariano Pinto (...) um dos menos culpáveis porque não ocultou o que roubou e de imediato se entregou ao inspetor".
Da investigação surgia bem ao menos em 9 de junho a difundida notícia do naufrágio, os vizinhos interessados em ocultar o saque comunicando ao inspetor mais perto, que residia a 6 léguas do local, recente na noite do dia 11. O funcionário notificou ao subdelegado de Tahim e se aproximou do local do acontecido no seguinte dia. Recente em 14 de junho tomou conhecimento oficial o delegado da polícia.
Em 17 de outubro Fernandes Leão teve que deixar a presidência do estado do Rio Grande do Sul em mãos do vice-presidente Patrício José Correia da Câmara, mas para começos de dezembro as novas investigações encarregadas por Correia da Câmara ao chefe da polícia Dario Rafael Callado não haviam arranjado novos resultados. Callado reiterava as dificuldades em encontrar aos verdadeiros culpados e afirmava que os suspeitos haviam já fugido para o Uruguai.
Apesar da opinião contrária de Vereker, e para as instâncias de Earl Russell, o embaixador britânico no Rio de Janeiro, William Dougal Christie, instruiu ao almirante Warren para que disponibilizasse o envio para a área de uma força naval.
Em 31 de março em comboio pelo HMS Oberon, a fragata HMS Sheldrake chegou no Rio Grande conduzindo ao capitão Thomas Saumarez, do HMS Forte (51 canhões), para colaborar com Vereker, a quem conduziu no dia 4 de abril para Porto Alegre para entrevistar-se com o novo presidente, Francisco de Assis Pereira Rocha, quem em 16 de janeiro de 1862 havia substituído Correia da Câmara.
A partir desse momento cresceu a participação de Christie no conflito. Sua contraparte era o ministro de Relações Exteriores do Brasil, Benevenuto Augusto Magalhães Taques (1818–1881), membro desde 10 de julho de 1861 do gabinete conduzido pelo conservador Luís Alves de Lima e Silva, Duque de Caxias. Christie também tinha "muita confiança na retitude do presente Ministro da Justiça", Francisco de Paula Negreiros de Saião Lobato, mas não houve avanço algum.
Diante da falta de avanços, de comum acordo com Vereker em abril Saumarez deixou Rio Grande para se reunir com Warren em Montevidéu, mas a decisão não foi do agrado de Russell, quem em 4 de julho enviou uma lacônica nota para Christie: "Tenho que lhe ordenar para insistir em uma adequada investigação sobre as circunstâncias do naufrágio do barco Prince of Wales, e que um oficial britânico deveria estar no terreno durante a investigação".

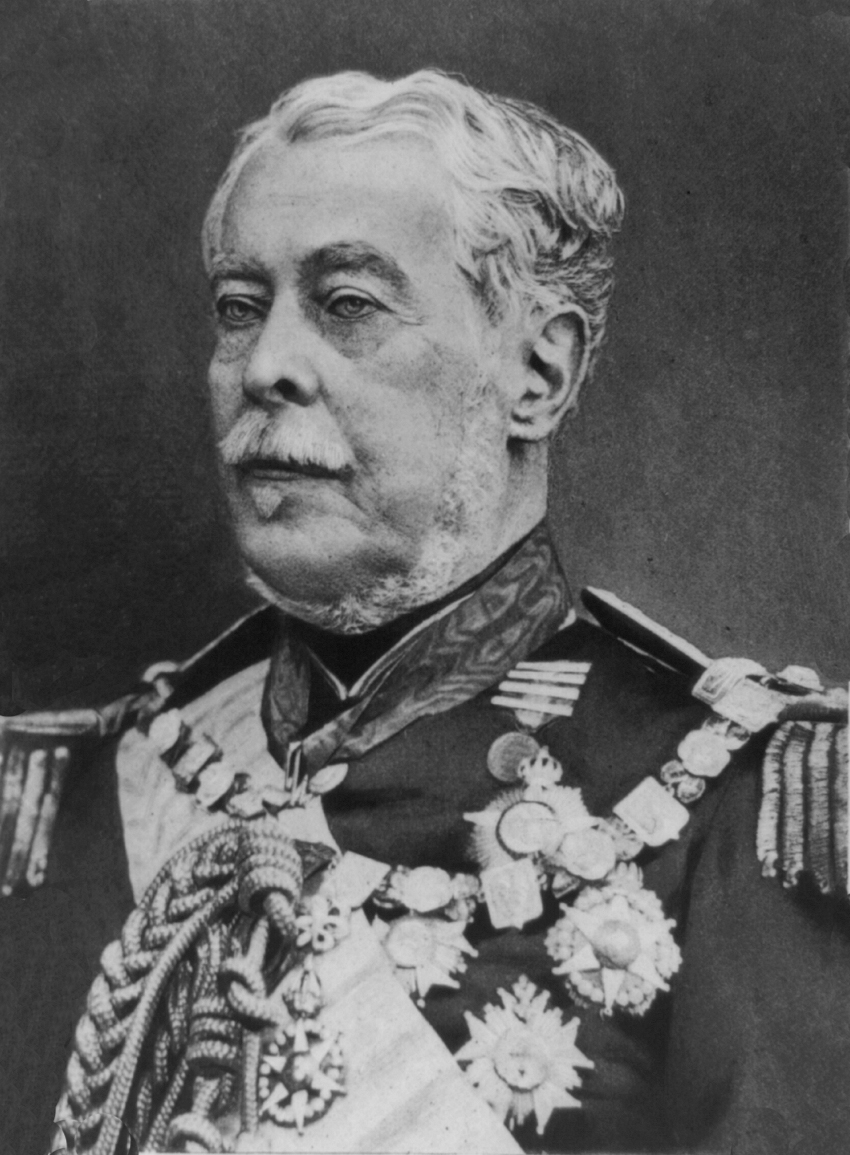
Luís Alves de Lima e Silva, Duque de Caxias

Em 13 de maio o ministro Taques informou para a Assembleia Legislativa. Em 24 de maio de 1862 a crise havia provocado a queda de Duque de Caxias e sua substituição por Zacarias de Góis e Vasconcelos, quem nomeou como chanceler Carlos Carneiro de Campos, Terceiro Visconde de Caravelas, e na Justiça por Francisco José Furtado. Entretanto, a vida do gabinete de Zacarias foi breve: em 30 de maio foi substituído por Pedro de Araújo Lima, Marquês de Olinda, quem nomeou Miguel Calmon du Pin e Almeida, Marquês de Abrantes, nas Relações Exteriores e Caetano Maria Lopes Gama na Justiça.
Se bem que boa parte da opinião pública ressentia a atitude britânica, se reconhecia que Albardão era "o bairro clássico das depreciações, os roubos, assassinatos e estrangulamentos" e que havia acontecido delito e incapacidade do Estado em responder ao mesmo: "Não são os canhões Armstrong os que exigem uma satisfação senão o direito das nações, o código que regula as relações internacionais. As humilhações de 1851 não podem dar-se conta do que agora acontece: onde então houve abuso, agora só há uma justa reclamação que deve ser satisfeita".
Russell escrevia para Christie em 3 de julho manifestando que apesar de que tinha "esperanças muito escassas de chegar em uma conclusão satisfatória neste assunto" pressionou ao governo imperial para, mais além de achar os culpados, obter indenizações: "Existindo ou não culpabilidade das autoridades locais do Brasil, não há dúvida de que se tem cometido um atropelo e que o assunto reflete o pouco crédito que merece o estado da civilização brasileira, pelo que em tais circunstâncias parece natural que o Governo brasileiro deveria estar ansioso de conceder todas as reparações que estejam em seu alcance".

### Incidente do HMSForte

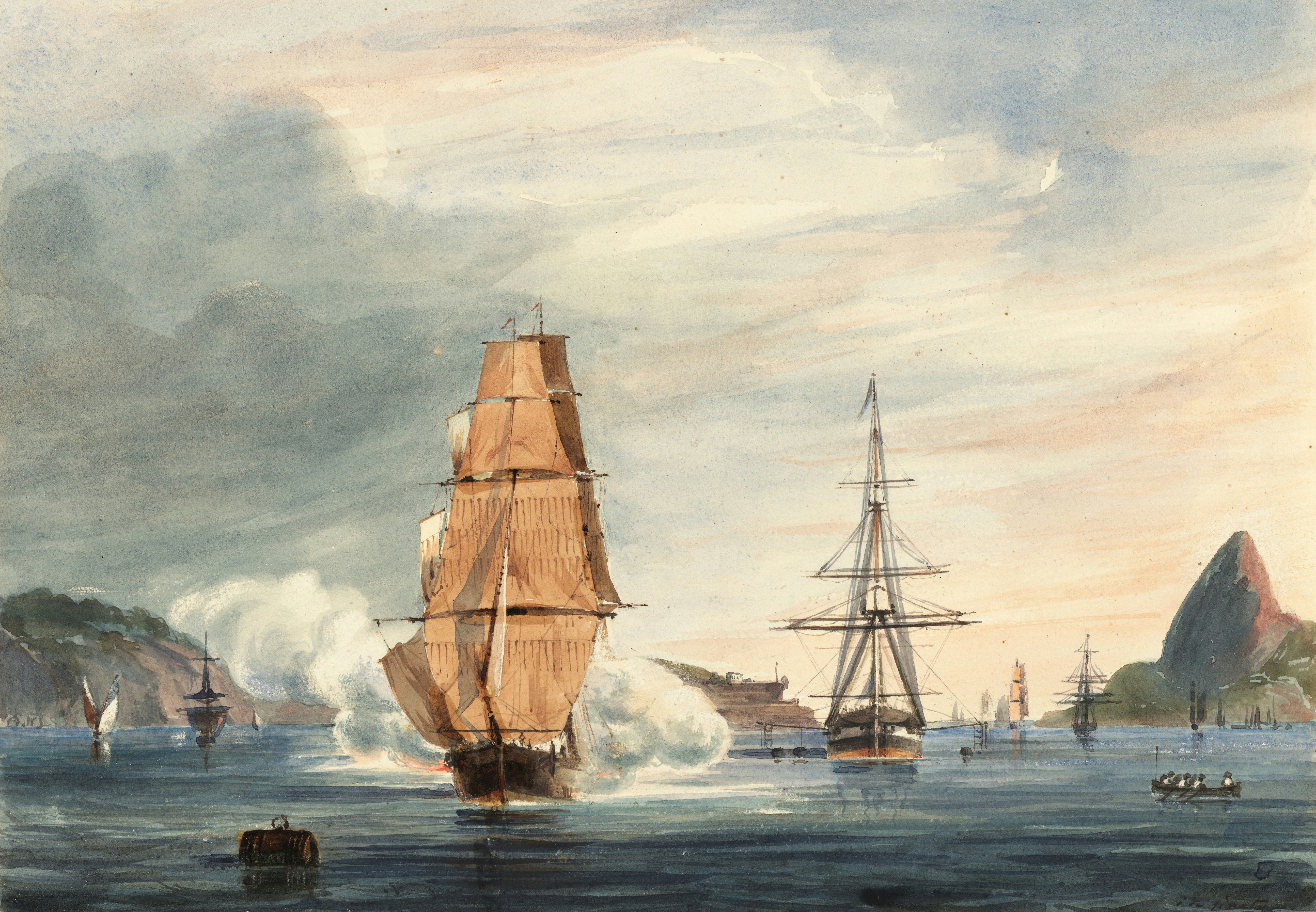
Baía do Rio de Janeiro (ca.1840)

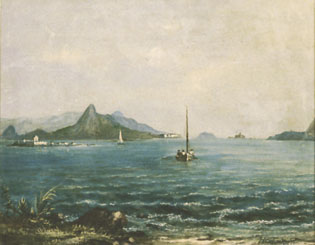
Entrada da Baía do Rio de Janeiro (ca.1860)

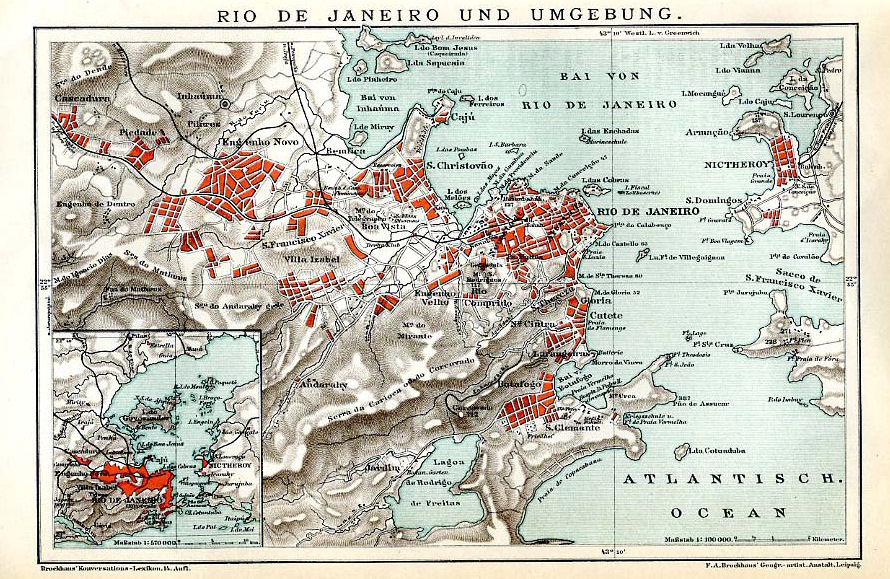
Mapa do Rio de Janeiro (1885)

Logo, um novo incidente agravaria ainda mais a situação entre ambas nações.
Segundo declarariam posteriormente, ao redor das 19 horas de terça 17 de junho de 1862 o reverendo George Geoffrey Ward Clemenger, capelão da fragata de 51 canhões HMS Forte, o tenente John Eliot Pringle e o guarda-marinha Geoffrey Hornby, oficiais do mesmo navio, todos de civis, voltavam da Tijuca e se dirigiam para tomar o "machabomba", pesado carro de dois pisos, para o Rio de Janeiro quando foram detidos por um sentinela. O capelão foi interpelado e respondeu "O que você quer?", sendo que o guarda já o deteve com a coronha de seu fuzil e o ameaçou com sua baioneta enquanto chamava ao guarda do posto. Enquanto o sentinela golpeava novamente com a coronha do fuzil Clemenger, o resto dos guardas se lançaram sob seus companheiros reduzindo ao tenente Pringle que levava um bastão por toda arma e a Hornby.
Depois do que os oficiais britânicos coincidiram em qualificar "o ataque mais justificável e brutal contra minha pessoa e liberdade" foram conduzidos pela até a guarda, onde se identificaram diante do oficial de guarda e após escrever uma nota que o oficial se comprometeu em entregar ao consulado na primeira hora do seguinte dia, foram confinados.
Na manhã de quarta 18 foram conduzidos a pé ao Rio de Janeiro com uma escolta de 7 policiais, negando o pedido de utilizar uma carruagem que os britânicos se ofereceram a costear em razão de que "que apesar de serem oficiais agora eram presos comuns". Já em uma estação de polícia da capital, Pringle perguntou "ao oficial se eram perfeitamente conscientes de nossa posição e nacionalidade, ao que respondeu de maneira afirmativa". Novamente tomaram suas informações e foram confinados em uma prisão "abarrotada de homens da mais baixa extração social", onde permaneceram duas horas.
O capitão Thomas Saumarez do HMS Forte se encontrava em terra caminhando com o capitão Arthur Robert Henry da escuna de 6 canhões HMS Stromboli quando às 17 horas de quarta 18 de junho foi notificado que seus oficiais estavam na prisão.
Encontrando fechado o consulado, Saumarez se dirigiu para a central da polícia. Lá se reuniu com o chefe de polícia Agostinho Luiz da Gama, que confirmou a identidade dos detidos e requereu sua liberdade, comprometendo-se a colocá-los a disposição da justiça para qualquer visita necessária. O chefe de polícia se negou a fazê-lo e o notificou de que as deposições diante do tribunal se efetuariam na manhã seguinte. Saumarez o perguntou então quem era seu superior, ao que Da Gama respondeu que era o Ministro da Justiça, mas que inclusive ele não poderia colocá-los em liberdade.
Finalmente, a intervenção do consulado através de Tupper foram transferidos em carruagem para outra prisão com melhores condições por outra hora e meia e finalmente para a estação central da polícia onde foram "tratados com a cortesia necessária".
Na manhã de quinta um oficial os notificou de que estavam em liberdade por ordem escrita da sede da polícia do Rio de Janeiro, mas não pôde informá-los a razão do confinamento, se havia apresentado acusações, porque não haviam sido levados diante de juiz algum e que sim estavam livres sob fiança.
Em 20 de junho de 1862, já no Forte, Clemenger, Pringle e Hornby escreveram suas declarações que Saumarez enviou ao contra-almirante Richard Laird Warren.
Em 22 de junho de 1862, Warren escreveu para Christie sobre o que chamou "o mais brutal ultraje cometido contra 3 oficiais do navio de sua Majestade Forte", acompanhando as declarações dos implicados. Warren não se limitava a notificar os feitos mas sim que requeria a colaboração do cônsul para obter do governo brasileiro uma investigação do "atroz ultraje" que castigou aos seus autores e as indenizações mais amplas para "as indignidades cometidas contra a honra nacional e pelo brutal ataque realizado nas pessoas destes oficiais".
Enquanto Warren partia para Montevidéu, Christie teve em suas mãos a nota do comandante naval na manhã do dia 24, enquanto se dispunha a abandonar o Rio de Janeiro para um descanso de uma semana por motivos de saúde. No caminho para fora se hospedou na casa do Marquês de Abrantes e em sua ausência se colocou atualizado do acontecido ao seu secretário, depois tendo seguido viagem. Na manhã do dia 25, Mr. Elliot, oficial do consulado interinamente no cargo de Thomas Hollocombe, entregou para Abrantes a cópia das declarações e da dura carta de Warren a respeito dos acontecimentos "que se haviam transformado na fofoca da cidade".
Quando Christie voltou ao Rio de Janeiro em 1 de julho nada se havia feito. Se reuniu de imediato com Abrantes que se comprometeu a que o chefe da polícia iniciasse a investigação. Em 4 de julho Warren e os oficiais implicados estavam já no Rio. Recente o dia 17 de julho, Abrantes enviou ao cônsul o reporte preliminar mas não as deposições. Para o 2 de agosto ainda não se haviam sido enviadas, pelo que Christie e Warren resolveram preparar um informe próprio, o qual Christie enviava para Lord Russell em 7 de agosto de 1862, manifestando seu parecer de que "o governo brasileiro tem procedido com inadequada lentidão e indiferença dada a gravidade dos feitos e o grave caráter das denúncias do almirante Warren".
O reporte remitido por Abrantes incluía a versão dos feitos brindada pelos membros do destacamento da Tijuca:
1. Que na tarde de 17 de julho, após ceiar e tomar duas garrafas de vinho de Burdeos e meia garrafa de conhaque no hotel de Robert Bennett na Tijuca, três estrangeiros se dirigiram para a cidade;
2. Que no caminho molestaram aos transeuntes e trataram de desmontar a um ginete violentamente ao tomar as rendas de seu cavalo;
3. Que às 7 da tarde chegaram na estação do destacamento e o chamado Clemenger deu uns passos até o sentinela e o perguntou "O que estava fazendo aí?". Quando o sentinela lhe deu a ordem de retirar-se, Clemenger começou a dar-lhe golpeadas pelo que o sentinela se defendeu com a coronha de sua arma sem usar sua baioneta para não feri-lo e chamou a guarda;
4. Que a guarda fez uso moderado da força para deter os estrangeiros que opuseram viva resistência;
5. Que uma vez detidos no posto o comandante requereu seus nomes e que, ao não compreender a língua, se utilizaram os serviços como tradutor do vizinho austríaco Rodolph Müller mas os estrangeiros "escolheram não responder as perguntas mostrando-se altivos e desdenhosos;
6. Apesar de tudo, "foram tratados pelo comandante do destacamento com a maior amabilidade e urbanidade, providenciando-os não só de papel para escrever e cartas para jogar, mas também colocando a sua disposição sua própria cama, a única na casa de guarda";
7. Que se bem estes três estrangeiros "não estavam completamente embriagados, não pareciam estar em plena possessão de suas faculdades mentais";
8. Que ao dia seguinte foram enviados ao Rio sem que o comandante soubesse ainda que eram oficiais navais britânicos. Em sua chegada "não foram postos na prisão de escravos, mas sim na de homens livres, onde também pode haver pessoas de cor já que, segundo nossa legislação não existe nenhuma diferença nas condições de encarceramento a causa desta condição". Tão logo como se conheceu sua condição de oficiais, foram enviados de imediato para outro centro penitenciário especial e logo para os quartéis dos corpos policiais.

### A Questão Christie
Dois dias depois do incidente com os marinheiros, o então Ministro de Relações Exteriores do Brasil, Antônio Coelho de Sá e Albuquerque, enviou uma nota diplomática ao embaixador britânico, pedindo que os responsáveis do incidente fossem postos à disposição das autoridades nacionais. O trâmite era necessário porque os súditos britânicos apenas respondiam aos tribunais de seu país.
William Christie respondeu exigindo que se compensara aos afetados pelos acontecimentos do Prince of Wales, afirmando que os membros mortos de sua tripulação haviam sido assassinados pelos ladrões, a detenção dos marinheiros brasileiros envolvidos nos recentes distúrbios e a demissão dos policiais que participaram na detenção, assim como a apresentação de uma desculpa formal por parte do governo imperial para Grã-Bretanha. De não cumprir-se com seus termos, a Royal Navy bloquearia a entrada da Baía de Guanabara.
Em dezembro de 1862 um esquadrão de guerra ao mando do contra-almirante Richard Laird Warren, composta da fragata HMS Forte, as escunas HMS Stromboli (comandante Arthur Robert Henry) e HMS Curlew (comandante Charles Stuart Forbes), a corveta HMS Satellite (comandante John Ormsby Johnson) e a canhoneira HMS Doterel, bloquearam o porto do Rio de Janeiro, tomaram cinco barcos que estavam ancorados lá, e exigiram uma compensação do governo de £ 3200.
Este incidente enfureceu a população da capital, que promoveu uma série de protestos e ameaçou com tomar represálias em contra das propriedades britânicas.
Após protestar as medidas, o governo brasileiro, através de sua representação em Londres, apresentou uma demanda de indenização pelo confisco das embarcações capturadas pelo almirante Warren em princípios do ano 1863, mais além da exigência de uma desculpa formal pela violação do território nacional.

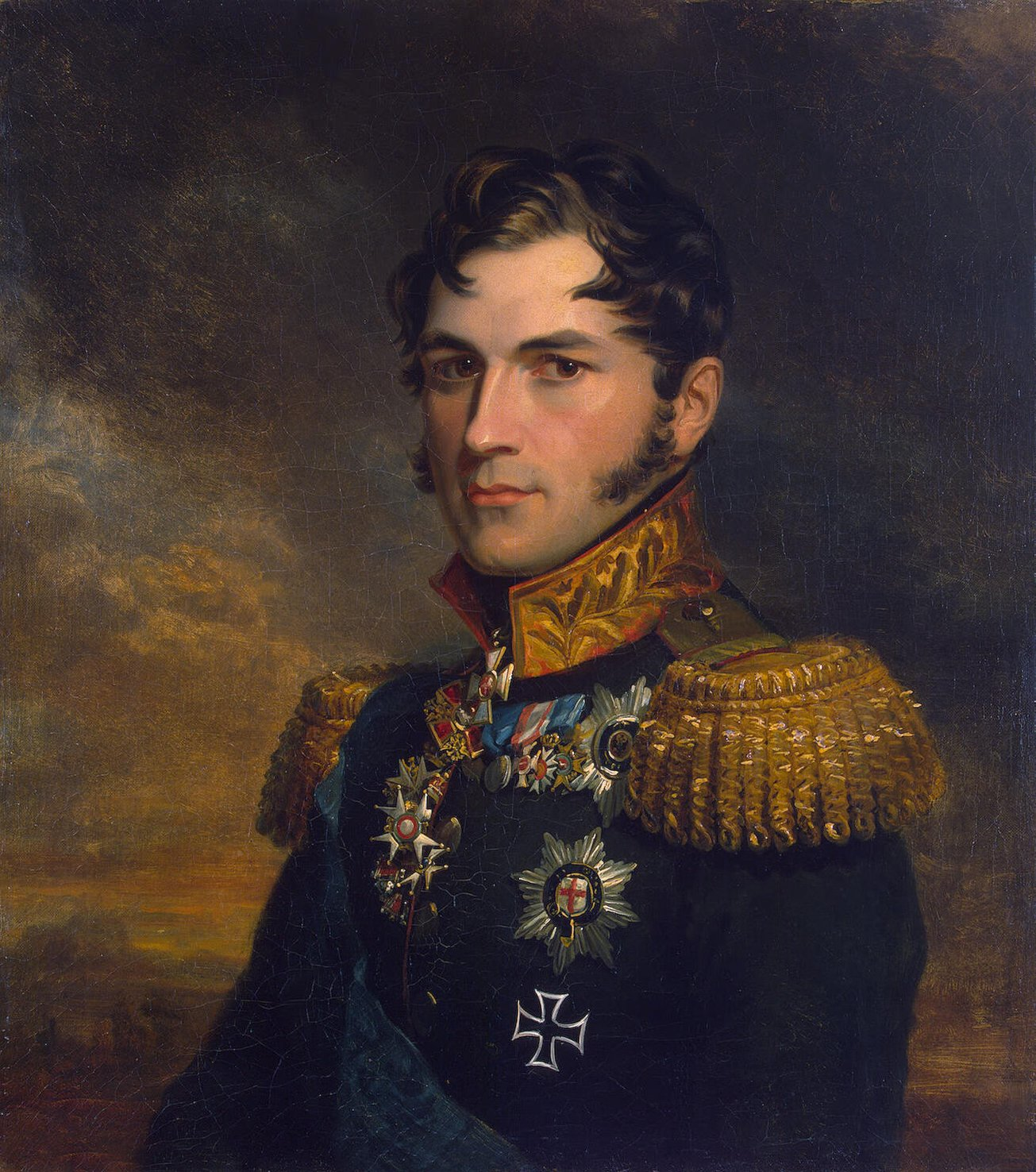
Leopoldo I da Bélgica

Diante da escalada, o governo brasileiro aceitou a arbitragem do rei belga Leopoldo I da Bélgica, da Casa Saxe-Coburgo-Gota, mas apenas no referente ao tratamento dos oficiais da fragata Forte.
Na crença de que a arbitragem seria contrária ao Brasil, Pedro II decidiu pagar em adiantado a indenização manifestando que a base da discussão não era pelo dinheiro mas ao desprezo britânico pela soberania do Brasil.
Contra o esperado, em 18 de junho de 1863 o árbitro Leopoldo, tio da Rainha Vitória, sentenciou a favor do Brasil. Era ministro em Bruxelas o conselheiro Joaquim Tomás do Amaral, depois barão e visconde de Cabo Frio. O resultado foi comunicado ao representante do governo brasileiro em Bruxelas, quando foi recebido na corte em 21 de junho de 1863.
Diante do resultado, o imperador começou a exigir a devolução do dinheiro pago e uma desculpa por parte do embaixador britânico, mas nunca conseguiu nem um nem o outro.
O diplomático do Império em Londres Francisco Inácio de Carvalho Moreira, depois barão de Pinedo, pediu ao gabinete de Saint James:
1. que manifeste seu pesar pelos feitos ocorridos nas represálias;
2. que manifeste não haver tido a intenção de violar a soberania do Império;
3. indenização dos interessados.

Negando-se a tudo o governo britânico, o ministro se retirou da Grã-Bretanha e em 25 de maio de 1863 o Brasil rompia relações com a Grã-Bretanha. O novo rei de Portugal Luís I ofereceu então sua mediação e propôs como base as cláusulas já rejeitadas.
Desfeita essa mediação, em 1864 a Grã-Bretanha ofereceu termos de compromisso que o Brasil não admitiu por não reconhecer o direito a indenização.

## Invasão do Uruguai e a Guerra do Paraguai
A Questão Christie, antes de finalmente se resolver, teria indiretamente um importante papel nos acontecimentos que desembocariam na Guerra do Uruguai e na sangrenta Guerra do Paraguai.
Quando os dirigentes do estado do Rio Grande do Sul pressionaram ao governo para atuar contra as depredações, reais ou supostas, cometidas contra seus cidadãos no Uruguai a raiz da guerra civil que assolava esse país, a recente humilhação pesou decididamente na opinião pública e as autoridades: "quando o velho brigadeiro Neto veio ao Rio de Janeiro a começos de 1864 a excitar nosso governo contra o governo do Uruguai, apresentando, o novo Régulo da campanha oriental, o quadro dos atropelos de longo tempo atrás cometidos em prejuízo dos brasileiros, produziu um arrebato da opinião, e deste violento impulso nasceu a missão Saraiva. Acabávamos de sofrer a humilhação das represálias inglesas na entrada da baía do Rio de Janeiro, e a própria democracia, com Teófilo Ottoni na cabeça, se mostrava de humor tão belicista como se dizia estar o imperador mesmo".

Assim, a missão dos fazendeiros rio-grandenses achou o eco esperado e a missão Saraiva ia condenada ao fracasso: 
"A irritada impotência do governo blanco coincidia por desgraça com o ardor belicista sentido no Rio de Janeiro. Nosso governo parecia não ter mais ideia que a de obrigar ao Uruguai a satisfazer suas exigências. Não queria descontar a revolução mas sim aproveitá-la, nem acreditava nos planos pacificadores de Saraiva. Sentia a necessidade se fortalecer levantando o prestígio do império, lastimado pela questão inglesa. A ideia de represálias toma o aspecto de um reflexo do orgulho nacional ferido".
Era evidente entretanto a duplicidade do governo brasileiro que condenava por um lado a Grã-Bretanha pela adoção de represálias por delitos contra seus cidadãos que afetavam a soberania brasileira e simultaneamente operava de maneira similar com o Uruguai, pior ainda, já que chegaria a invasão. Assim sinaliza o mesmo ator principal do affaire, W.D. Christie, quem em Notes on Brazilians Questions escreve: "Estava o exército brasileiro para cruzar a fronteira e exercer as represálias contra Montevidéu, quando o senhor Carvalho Moreira recebeu ordens de protestar e protestou contra as represálias inglesas nas águas do Brasil como constituindo uma violação do direito público e da soberania brasileira".
Por outro lado, ao se evidenciar a relativa indefesa dos principais portos brasileiros e a insuficiência da marinha imperial frente a ameaça de uma frota moderna, impulsou ao governo imperial a lançar-se em um rearmamento, ainda antes de se iniciar o conflito com o Paraguai: "ao ocorrer repentinamente em 1862 a questão inglesa, o país sente que está por completo desarmado, sem exército nem marinha; que não tem feito mais que dormir em paz um sonho militar de vinte anos (mais de uma geração) interrompido apenas pelo golpe contra Rosas".

## Resolução do conflito

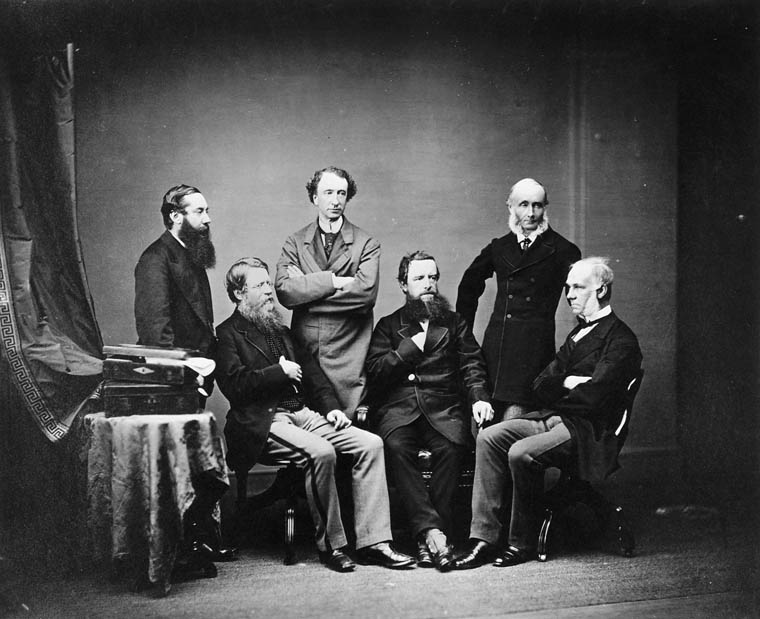
Edward Thornton, sentado na direita (1871).

Em 1865 se renovaram as negociações. Recebeu o governo de Pedro Araújo Lima, Marquês de Olinda; em missão ao embaixador na Argentina Sir Edward Thornton. Grã-Bretanha cumpria os primeiros dois pontos da reclamação brasileira e aceitava o resultado belga, mas insistia com não reconhecer indenizações.
Apesar disso, a proposta foi aceita pelo governo. Ao ser censurada sua atitude no parlamento pelo deputado José Bonifácio na sessão de 30 de abril, em representação do gabinete, Saraiva explicou que a questão foi submetida aos ministros do gabinete nestes termos:
1. Será conveniente dadas as circunstâncias atuais do país, e dado o ponto ao que tem chegado a negociação, negar a aceitar o meio de restabelecer as relações diplomáticas que nos oferecem?
2. Não poderá nos prejudicar diante da opinião pública da Europa o feito de rejeitar as condições oferecidas apenas porque nelas não está incluída a indenização monetária?
3. Poderá prescindir-se desta em atenção a que o governo inglês dá o primeiro passo mandando uma missão especial, aparte da permanente que logo enviará?
4. Pode aceitar o governo imperial a última proposição sem a quebra da dignidade do país?[7]

O imperador por sua parte escreveu: 
"Cedi a opinião de quase todos os ministros e conselheiros de estado. Se houvesse feito o contrário e houvessem ocorrido graves complicações na questão do Paraguai, que haveriam dito do imperialismo?"
Efetivamente, a situação do Brasil, envolvido já em uma guerra contra o Paraguai, e a impossibilidade de sustentar e escalar um conflito com a principal potência do mundo, faziam razoáveis um acordo. Por outro lado, o Brasil precisava do crédito britânico e entre 1863 e 1865 havia procurado com êxito ao mercado de Londres para contratar empréstimos, que o gabinete Palmerston tolerou apesar de ter como destino o rearmamento, o que era citado por outra parte como um sinal de que o governo britânico não acreditava que a situação desembocaria uma guerra.
Inclusive alguns destacados políticos britânicos haviam saído em defesa do Brasil, entre eles Cobden e Bright, Lord Malmesbury, Mr.Fitzgerald, Mr.Osborne, Mr.Roebuck, Mr.Bramley Moore, Lord Brougham, Sir Hugh Cairns e Lord Salisbury, então Lord Cecil.
Finalmente, aceitas as proposições da Grã-Bretanha, em 23 de setembro de 1865 o embaixador Thornton se reuniu com o imperador no teatro de operações, nas barracas de Uruguaiana, dando assim fim ao episódio.